# Zamach stanu w Syrii (grudzień 1949)
Zamach stanu w Syrii (grudzień 1949) – zamach stanu przeprowadzony 19 grudnia 1949 roku przez oddziały wojsk pod przywództwem pułkownika Adiba asz-Sziszaklego; przewrót zakończył działanie niespełna 4-miesięcznego rządu al-Hinnawiego; trzeci zamach stanu w Republice Syryjskiej przeprowadzony w 1949 roku.
Zamach przeprowadzono w odpowiedzi na plany zjednoczenia Syrii z Irakiem, w ramach planu Wielkiej Syrii. Po zamachu stanu w sierpniu 1949 roku Sami al-Hinnawi powołał nowy rząd, którego premierem został Haszim al-Atasi. W listopadzie odbyły się wybory, które wygrała wspierająca Hinnawiego, proiracka Partia Ludowa. Zarówno Hinnawi, jak i Partia Ludowa byli zwolennikami Wielkiej Syrii.
Pomysłu tego nie zaakceptowali jednak syryjscy nacjonaliści. Już w październiku 1949 roku CIA informowała o rosnącym sprzeciwie wobec Wielkiej Syrii. Według Bractwa Muzułmańskiego, Partii Baas, komunistów, i Stowarzyszenia Ulemów, uważały to za zagrożenie dla niepodległości Syrii. Niektórzy oficerowie twierdzili, że rząd tymczasowy nie ma prawa podejmować takich zobowiązań.
W organizacji zamachu Adib asz-Sziszakli został wsparty przez Akrama al-Hauraniego, ministra obrony w rządzie Chalida al-Azma, prywatnie przyjaciela asz-Sziszaklego i kolegę z frontu I wojny izraelsko-arabskiej.
19 grudnia asz-Sziszakli, wcześniej biorący udział w zamachu marcowym i sierpniowym, zmusił Hinnawiego do ustąpienia. Siły wierne asz-Sziszaklemu zajęły budynki rządowe, bank, rozgłośnię radiową. Otoczono też dom prezydenta Atasiego. Hinnawi został aresztowany na kilka miesięcy w więzieniu Mazza, a potem wygnany do Libanu. Asz-Sziszakli ogłosił, że działa, aby zachować niezależność Syrii, która mogłaby zostać utracona po połączeniu z Irakiem. Asz-Sziszakli zachował u władzy prezydenta i premiera.
Przewrót przeprowadzony został najpewniej środkami własnymi, bez pomocy CIA, jak ten z marca 1949 roku. Aczkolwiek taka zmiana władzy w Syrii była jak najbardziej po myśli USA. Zbliżenie Syrii z Irakiem było bowiem niekorzystne dla Stanów Zjednoczonych, dla których oznaczałoby to silny wzrost znaczenia Wielkiej Brytanii. Było również nie pomyśli dla amerykańskich firm naftowych – oznaczałoby wzmocnienie pozycji firm brytyjskich obecnych w Iraku, z kontrolą rurociągów włącznie. Co więcej, partie które przejęły władzę po przewrocie sierpniowym nie były entuzjastycznie nastawione do rurociągu Transarabskiego i były bardziej lewicowe. Sziszkali szybko podjął działania zbliżające Syrię do Arabii Saudyjskiej i Egiptu, a dystansujące od Iraku. Znakiem poprawy stosunków ze Stanami Zjednoczonymi było np. podniesienie rangi przedstawicielstwa dyplomatycznego USA w Syrii do rangi ambasady.
Mimo zapowiedzi i prób przywrócenia porządku konstytucyjnego, trwający 5 lat okres władzy Sziszakliego, charakteryzował się polityczną niestabilnością. W latach 1950 i 1951 w Syrii powołano 7 rządów, na zmianę tworzonych przez Partię Narodową i Partię Ludową. W listopadzie 1951 prezydent al-Atasi zwrócił się o utworzenie rządu do Marufa ad-Dawalibiego. Ad-Dawalibi był przeciwnikiem rządów oficerów, obwiniając ich za sytuację kraju. Wcześniej niepisaną zasadą wymuszoną przez asz-Sziszaklemu było, że kolejne rządy na ministra obrony powoływały wojskowego, aby zagwarantować wpływ wojska. Ad-Dawalibi jednak nie ugiął się i powołał w to miejsce cywila. Asz-Sziszakli aresztował więc premiera i rząd. Prezydent wezwał asz-Sziszaklego żądając wyjaśnień, jednak ten postanowił ponownie przejąć władzę dyktatorską, ponownie z pomocą al-Hauraniego, który stał się prawą ręką asz-Sziszaklego. Marionetkowym prezydentem został generał Fauzi Silu.
W drugim okresie swoich rządów asz-Sziszakli zabiegał o pomoc militarną z Zachodu. Oferował w zamian odnowienie koncesji na rurociąg Transarabski i azyl dla uchodźców z Palestyny. Stany Zjednoczone zgodziły się jednak z punktem widzenia ambasadora Izraela, Abby Ebana, który na spotkaniu z sekretarzem stanu Deanem Achesonem mówił, że dozbrojenie Syrii będzie bezpośrednim zagrożeniem dla Izraela.
Al-Haurani rozwinął swoje wpływy i w 1953 sam został prezydentem. Bojąc się rosnącego znaczenia Hauraniego, Sziszkali zwolnił wielu lojalnych temu pierwszemu oficerów i odmówił powołania socjalistycznego rządu. Al-Haurani zbiegł do Libanu, gdzie udało mu się połączyć swoją Arabską Partię Socjalistyczną z Partią Odrodzenia Arabskiego w Arabską Socjalistyczną Partię Baas – Partię Baas. Al-Haurani wsparł powstanie, które 25 lutego 1954 obaliło władzę asz-Sziszaklego.
Żadne z mocarstw zachodnich (USA, Francja, Wielka Brytania) nie chciała jednak wiązać się obietnicami z Syrią, głównie z uwagi na już istniejące na Bliskim Wschodzie relacje. Wszystkie trzy mocarstwa były proizraelskie. USA zbliżyły do siebie Turcję i Arabię Saudyjską. Wielka Brytania – Irak i Jordan. Francja – Liban. Nowe zależności z Syrią spowodowałyby napięcia z innymi jej sąsiadami w regionie.